# Ampulla tubae uterinae

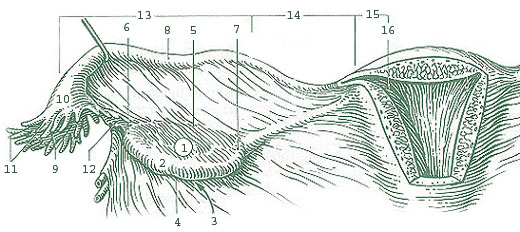
1: Eierstok
2: Mediaal oppervlak
3: Zijvlak
4: Vrije rand
5: Deel van brede ligament
6: Einde van de trechter
7: Baarmoedereinde
8: Eileider
9: Opening van de eileiders
10: Infundibulum van de trechter van de eileiders
11: Fimbriae van de eileiders
12: Ovariële fimbria
13: Ampulla tubae uterinae
14: Isthmus tubae uterinae van de eileiders
15: Baarmoedergedeelte van de eileiders
16: Baarmoederopening van de eileiders

De ampulla tubae uterniae is het grootste en breedste deel van de eileider dat loopt van de eileidertrechter tot aan de baarmoederholte. Ze heeft een maximale diameter van 1 cm en een lengte van 5 cm. Het heeft als functie om de eicel, die al dan niet bevrucht is, veilig te verplaatsen via trilhaartjes die in het orgaan aanwezig zijn, naar de baarmoederholte.
De ampulla tubae uterinae is de plaats waar de eicel kan worden bevrucht.
|  |
|  |